# 西福寺 (鴻巣市袋)
西福寺（さいふくじ）は、埼玉県鴻巣市にある真言宗智山派の寺院。

## 歴史
創建年代は不明である。ただ『袋村指田家文書』によれば、慶長年間（1596年 - 1615年）に指田家の二代目当主「三郎左衛門」が屋敷内に設けた小堂が当寺の起源であるという。開山は秀海で、第2世住職は1628年（寛永5年）寂の秀範であるという。
院号が「阿弥陀院」なのは、指田家の屋敷内にあった小堂が「阿弥陀堂」だったことによる。

## 文化財
- 西福寺の狛犬（鴻巣市指定有形文化財 平成26年11月13日指定）[2]

## 交通アクセス
- 路線バスワコーレ北本停留所より徒歩8分。